# Copa Uncaf 2003
Panamá fue sede de la Copa del Centenario, como se le llamó a la séptima edición de la Copa de Naciones de la UNCAF por el centésimo aniversario de la independencia panameña. El torneo se llevó a cabo del 9 al 23 de febrero del 2003 y se jugó bajo el sistema «todos contra todos». Los tres primeros lugares clasificarían directamente a la Copa de Oro de la CONCACAF, mientras que el cuarto puesto jugaría un repechaje con dos selecciones caribeñas. Costa Rica, único invicto del campeonato, logró su cuarta corona centroamericana clasificando junto a Guatemala y El Salvador a la Copa de Oro. Honduras y Panamá empataron el cuarto lugar, por lo que hubo que definir la clasificación mediante sorteo donde los «catrachos» salieron airosos y posteriormente consiguieron el último cupo enfrentando a Martinica y Trinidad y Tobago. Los guatemaltecos Fredy García y Carlos Ruiz, con tres goles cada uno, fueron los goleadores del torneo. Nicaragua, pese a quedar último, consiguió su primer triunfo en una Copa UNCAF después de obtener solo derrotas desde 1991.

## Ronda de partidos
| Pos. | Equipo         | Pts. | PJ | G | E | P | GF | GC | Dif. | Clasificación              |
| ---- | -------------- | ---- | -- | - | - | - | -- | -- | ---- | -------------------------- |
| 1    | Costa Rica (C) | 13   | 5  | 4 | 1 | 0 | 5  | 1  | +4   | Copa Oro 2003              |
| 2    | Guatemala      | 10   | 5  | 3 | 1 | 1 | 10 | 4  | +6   | Copa Oro 2003              |
| 3    | El Salvador    | 9    | 5  | 3 | 0 | 2 | 6  | 4  | +2   | Copa Oro 2003              |
| 4    | Honduras       | 4    | 5  | 1 | 1 | 3 | 4  | 5  | −1   | Playoff a la Copa Oro 2003 |
| 5    | Panamá (E, H)  | 4    | 5  | 1 | 1 | 3 | 4  | 5  | −1   |                            |
| 6    | Nicaragua (E)  | 3    | 5  | 1 | 0 | 4 | 1  | 11 | −10  |                            |

 Fuente: http://rsssf.com/tablesg/gold-cam03.html
| 9 de febrero de 2003 | Panamá   | 1:2 | El Salvador                 | Estadio Rommel Fernández, Ciudad de Panamá                |                                                           |
|                      | Díaz 34' |     | Galdámez 70' · Corrales 77' | Asistencia: 8.000 espectadores Árbitro(s): Benigno Pineda | Asistencia: 8.000 espectadores Árbitro(s): Benigno Pineda |

| 11 de febrero de 2003 | Honduras                  | 2:0 | Nicaragua | Estadio Rommel Fernández, Ciudad de Panamá            |                                                       |
|                       | Martínez 4' · de León 20' |     |           | Asistencia: 500 espectadores Árbitro(s): Joel Aguilar | Asistencia: 500 espectadores Árbitro(s): Joel Aguilar |

| 11 de febrero de 2003 | Costa Rica | 1:0 | El Salvador | Estadio Rommel Fernández, Ciudad de Panamá |                              |
|                       | Scott 62'  |     |             | Asistencia: 500 espectadores               | Asistencia: 500 espectadores |

| 13 de febrero de 2003 | El Salvador                             | 3:0 | Nicaragua | Estadio Rommel Fernández, Ciudad de Panamá |                            |
|                       | Corrales 5' · Velásquez 27' · Mejía 89' |     |           | Árbitro(s): Roberto Moreno                 | Árbitro(s): Roberto Moreno |

| 13 de febrero de 2003 | Guatemala  | 1:1 | Costa Rica         | Estadio Rommel Fernández, Ciudad de Panamá |                               |
|                       | García 48' |     | Centeno 24' (pen.) | Árbitro(s): Felipe Ramos Rizo              | Árbitro(s): Felipe Ramos Rizo |

| 15 de febrero de 2003 | Costa Rica | 1:0 | Nicaragua | Estadio Armando Dely Valdés, Colón                    |                                                       |
|                       | Scott 16'  |     |           | Asistencia: 600 espectadores Árbitro(s): Joel Aguilar | Asistencia: 600 espectadores Árbitro(s): Joel Aguilar |

| 15 de febrero de 2003 | El Salvador | 1:0 | Honduras | Estadio Armando Dely Valdés, Colón                     |                                                        |
|                       | Murgas 81'  |     |          | Asistencia: 600 espectadores Árbitro(s): Carlos Batres | Asistencia: 600 espectadores Árbitro(s): Carlos Batres |

| 16 de febrero de 2003 | Panamá                 | 2:0 | Guatemala | Estadio Rommel Fernández, Ciudad de Panamá |                            |
|                       | Méndez 29' · Brown 36' |     |           | Árbitro(s): Benigno Pineda                 | Árbitro(s): Benigno Pineda |

| 18 de febrero de 2003 | Guatemala                                    | 5:0 | Nicaragua | Estadio Rommel Fernández, Ciudad de Panamá                |                                                           |
|                       | Ruiz 33' 45' 66' · García 77' · Figueroa 81' |     |           | Asistencia: 4.000 espectadores Árbitro(s): Roberto Moreno | Asistencia: 4.000 espectadores Árbitro(s): Roberto Moreno |

| 18 de febrero de 2003 | Panamá       | 1:1 | Honduras     | Estadio Rommel Fernández, Ciudad de Panamá                   |                                                              |
|                       | Mendieta 60' |     | Martínez 28' | Asistencia: 5.000 espectadores Árbitro(s): Felipe Ramos Rizo | Asistencia: 5.000 espectadores Árbitro(s): Felipe Ramos Rizo |

| 20 de febrero de 2003 | Guatemala                       | 2:0 | El Salvador | Estadio Rommel Fernández, Ciudad de Panamá                 |                                                            |
|                       | Alegría 18' · García 83' (pen.) |     |             | Asistencia: 500 espectadores Árbitro(s): Felipe Ramos Rizo | Asistencia: 500 espectadores Árbitro(s): Felipe Ramos Rizo |

| 20 de febrero de 2003 | Costa Rica  | 1:0 | Honduras | Estadio Rommel Fernández, Ciudad de Panamá             |                                                        |
|                       | Bryce 45+2' |     |          | Asistencia: 200 espectadores Árbitro(s): Carlos Batres | Asistencia: 200 espectadores Árbitro(s): Carlos Batres |

| 21 de febrero de 2003 | Panamá | 0:1 | Nicaragua    | Estadio Rommel Fernández, Ciudad de Panamá              |                                                         |
|                       |        |     | Palacios 38' | Asistencia: 7.000 espectadores Árbitro(s): Joel Aguilar | Asistencia: 7.000 espectadores Árbitro(s): Joel Aguilar |

| 23 de febrero de 2003 | Guatemala                    | 2:1 | Honduras    | Estadio Rommel Fernández, Ciudad de Panamá                 |                                                            |
|                       | G. Ramírez 7' · Figueroa 56' |     | Guevara 76' | Asistencia: 400 espectadores Árbitro(s): Felipe Ramos Rizo | Asistencia: 400 espectadores Árbitro(s): Felipe Ramos Rizo |

| 23 de febrero de 2003 | Panamá | 0:1 | Costa Rica | Estadio Rommel Fernández, Ciudad de Panamá             |                                                        |
|                       |        |     | Solís 73'  | Asistencia: 550 espectadores Árbitro(s): Carlos Batres | Asistencia: 550 espectadores Árbitro(s): Carlos Batres |

## Campeón
| Bandera de Costa Rica |
| Campeón Costa Rica    |
| Cuarto título         |

## Clasificados a la Copa de Oro
Clasificaron para la Copa de Oro de la CONCACAF 2003:
- Costa Rica
- Guatemala
- El Salvador
- Honduras